# Aleksandra Opaczanowa
Aleksandra Opaczanowa (ur. 7 marca 1989 w obwodzie karagandyjskim) – kazachska wioślarka.

## Osiągnięcia
- Igrzyska olimpijskie – Pekin 2008 – dwójka podwójna wagi lekkiej – 16. miejsce[1].